# Pays de la Bârsa
 (mars 2024).
Si vous disposez d'ouvrages ou d'articles de référence ou si vous connaissez des sites web de qualité traitant du thème abordé ici, merci de compléter l'article en donnant les références utiles à sa vérifiabilité et en les liant à la section « Notes et références ».
Le pays de la Bârsa (roumain: Țara Bârsei, allemand : Burzenland, hongrois : Barcaság, latin : Barcia ; Terra Borza) appelé par les géomorphologues « dépression du coude des Carpates » (roumain : depresiunea cotului Carpaților ou plus savamment depresiunea curburii Carpatice) ou encore « dépression de Brașov » (roumain: depresiunea Brașovului) est une petite région au centre de la Roumanie, en Transylvanie.

## Nom
La plupart des petites régions historiques de Roumanie portent le nom de « Pays de... » dont l'origine est le mot Țara de même étymologie que « terre ». Beaucoup de ces petites régions sont des « valachies » (mot commun, au pluriel, plus savamment appelées Romanies populaires) mais, bien que son nom ait une étymologie roumaine et qu'historiquement une partie de ses habitants soit de souche roumaine, le pays de la Bârsa n'est pas une valachie. En effet, il n'était pas régi par le jus valachicum (droit roumain) mais fut d'abord un fief de l'ordre Teutonique de 1211 à 1225. On suppose que le nom de ce fief vient de la  rivière homonyme (roumain : Râul Bârsa), un affluent de l'Olt, lui-même affluent du Danube qui aboutit à la Mer Noire.
Selon le dictionnaire DEX-98, le mot Bârsă/bîrsă est un des rares mots du roumain, comme barză (cigogne) supposés d'origine dace. Obsolète de nos jours, Bârsă désigne une pièce (jadis en bois, aujourd'hui en acier) qui lie entre elles les deux parties d'un soc de charrue (la cormana soulevant la terre et le pied ou plaz). C'est donc un « berceau » pour ces trois parties d'une charrue, qui sert à en maintenir la stabilité, d'où parfois l'appellation, pour cette région, de « pays du Berceau ». Par analogie, le mot Bârsă signifie aussi la plante (ou le talon) du pied humain.

## Histoire
Partie de la principauté de Transylvanie (1111-1867 avec des statuts divers, mais toujours vassale du royaume de Hongrie), le Pays de la Bârsa était, au XIe siècle, probablement une possession royale car en 1211, le roi André II de Hongrie l'attribue à l'ordre Teutonique qui en fait son fief jusqu'en 1225. La région devient alors un Szászfőld : pays autonome allemand, centré sur sa capitale Brașov ou Kronstadt (prospère ville franche) mais peuplé aussi de Roumains (majoritaires) et de Magyars. En 1876, lors de l'union de la Transylvanie à la Hongrie au sein de l'Autriche-Hongrie, le Szászfőld de la Bârsa est aboli et le comitat hongrois de Brassó est créé : ce dernier est transformé en décembre 1918 en județ roumain de Brașov. Le comitat et de județ englobent le pays de la Bârsa mais aussi les régions voisines.

## Villes

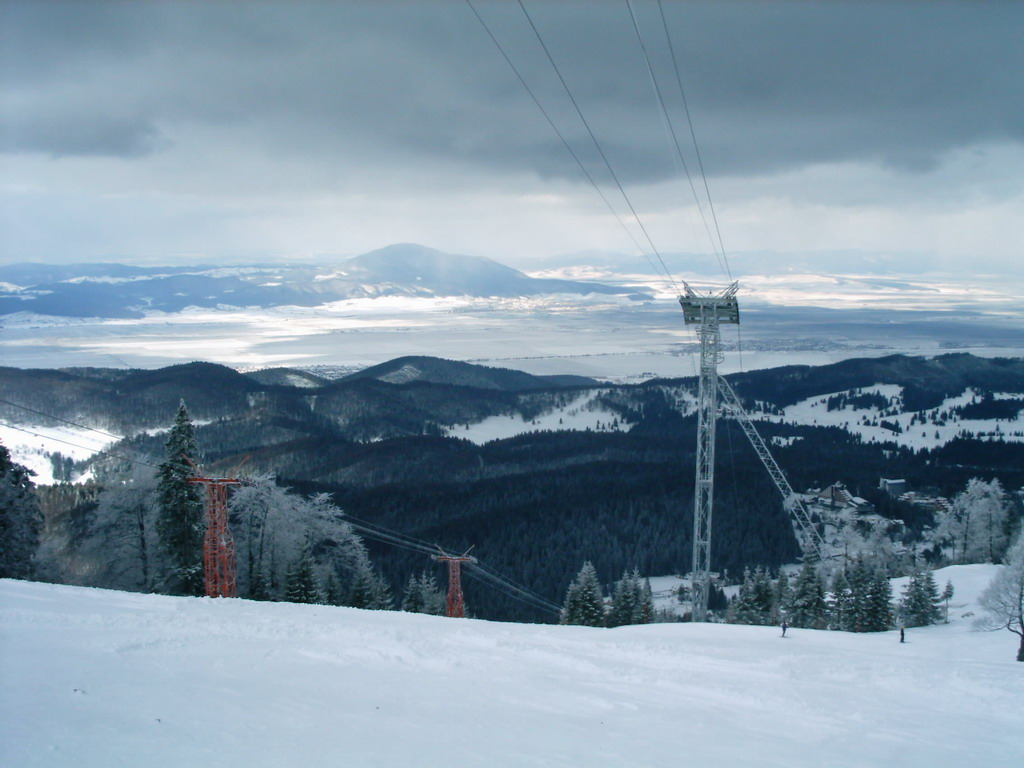
Vue depuis les montagnes.

Aux bergers et bûcherons valaques (orthodoxes, gouvernés par des joupans et se défendant dans des posade : clairières fortifiées par des palissades en bois) se sont ajoutés au XIIIe siècle des fermiers, artisans et marchands Saxons et Magyars (catholiques, gouvernés par des comtes et des barons, qui ont bâti des forteresses, créé des villes, et dont une partie a adopté la Réforme protestante au XVIe siècle). Ainsi les trois principales formes du christianisme sont présentes dans le pays, qui comprend les villes de Brașov, Codlea et Săcele mais aussi d'autres villes et localités plus petites comme celles qui suivent (avec leurs noms roumain, allemand et hongrois) :
- Bod (Brenndorf, Botfalva)
- Bran (Törzburg, Törcsvár)
- Brașov (Kronstadt, Brassó)
- Codlea (Zeiden, Feketehalom)
- Cristian (Neustadt, Keresztényfalva)
- Feldioara (Marienburg, Földvár)
- Ghimbav (Weidenbach, Vidombák)
- Hălchiu (Heldsdorf, Höltövény)
- Hărman (Honigberg, Szászhermány)
- Măieruș (Nußbach, Szászmagyarós)
- Prejmer (Tartlau, Prázsmar)
- Râșnov (Rosenau, Barcarozsnyó)
- Rotbav (Rotbach, Szászveresmart)
- Sânpetru (Petersberg, Barcaszentpéter)
- Vulcan (Wolkendorf,  Szászvolkány)